# 圣欧费米亚-达斯普罗蒙特
圣欧费米亚-达斯普罗蒙特（義大利語：Sant'Eufemia d'Aspromonte）是意大利雷焦卡拉布里亚省的一个市镇。总面积32平方公里，人口4118人，人口密度128.7人/平方公里（2009年）。ISTAT代码为080081。